# Affari a quattro ruote
Affari a quattro ruote (Wheeler Dealers) è una serie televisiva inglese trasmessa in prima visione nel Regno Unito dal 2003 su Discovery Real Time.
Il programma è presentato da Mike Brewer (doppiato nella versione italiana da Vladimiro Conti) che si occupa della compravendita di automobili usate e da vari meccanici
che provvedono agli interventi di riparazione e restauro dei veicoli acquistati da Brewer: Edd China (doppiato nella versione italiana da Sergio Lucchetti e Gabriele Trentalance) fu il primo e collaborò fino alla tredicesima edizione . Dalla quattordicesima edizione il meccanico diventa Ant Anstead (doppiato nella versione italiana da Davide Marzi) e dal 2021 il nuovo meccanico è Marc Priestley (doppiato nella versione italiana da Paolo Vivio).
L'abbandono di Edd China (21 marzo 2017) avvenne a seguito della decisione da parte di Velocity Channel di ridurre lo spazio dedicato ai suoi restauri al fine di tagliare tempi e costi di produzione .

## Doppiatori Italiani
| Presentatori            | Doppiatori Italiani                                                 |
| ----------------------- | ------------------------------------------------------------------- |
| Mike Brewer             | Vladimiro Conti                                                     |
| Edd China (st.1-13)     | Sergio Lucchetti (st.1-8, 12-13) Gabriele Trentalance (st.16 ep.16) |
| Ant Anstead (st.14-16)  | Davide Marzi                                                        |
| Marc Priestley (st.17+) | Paolo Vivio                                                         |

## Il programma
Durante ogni episodio Mike, tramite annunci su giornali, riviste specializzate, siti internet o conoscenze personali, cerca un'automobile da restaurare, che sia di un qualche valore storico o di una qualche rilevanza nella cultura popolare, e si reca sul posto per concludere l'affare con il venditore, cercando di strappare il miglior prezzo possibile, facendo leva sui difetti o le carenze dell'automobile e proponendo un pagamento in contanti per una pronta conclusione della compravendita.
Ottenuta l'automobile, Mike la porta in officina da Edd e gli illustra le sue sensazioni di guida e gli interventi da eseguire alla meccanica, alla carrozzeria, agli interni o alla strumentazione. A volte propone un restyling altre volte ancora, una completa trasformazione, in base al settore di mercato in cui si inserisce meglio il veicolo in questione. Mike stabilisce anche il bugdet di spesa per gli interventi in rapporto al prezzo di vendita da proporre al futuro acquirente.
Edd porta l'automobile in officina e si mette al lavoro, cercando di contenere sia i tempi che i costi e talvolta, per i lavori più pesanti, si fa aiutare anche da Paul (poi sostituito da Phill), un aiuto meccanico presente in officina. Edd e Mike cercano i ricambi, nuovi o usati, mentre gli interventi al di fuori dalla portata di Edd sono affidati a specialisti esterni.
Durante le prime quattro stagioni del programma Mike intervistava il proprietario di un modello identico a quello acquistato, ma in perfette condizioni, che poi provava in pista.
Terminato il lavoro, Edd mostra a Mike l'automobile e gli elenca le migliorie apportate. Insieme fanno un giro di prova, ora su strada ora in pista, e discutono del prezzo di vendita. Mike elenca tutte le voci di spesa per il restauro e la messa su strada dell'automobile e mette un annuncio di vendita. Incontra i possibili acquirenti e cerca di strappare il miglior prezzo e quindi il maggior profitto dall'operazione.

## L'officina
L'officina dalla prima alla quarta stagione è situata in una fattoria a Cockpole Green, un paese vicino a Maidenhead; dalla quinta all'ottava stagione è situata presso la Bisham Abbey, non lontano dal Tamigi; dalla nona all'undicesima stagione è situata nell'Eastern Industrial Area di Bracknell e nel Longshot Industrial Estate, dalla parte opposta della cittadina; nella dodicesima stagione si trasferisce in California a Huntington Beach vicino a Los Angeles, e anche nelle stagioni dalla tredicesima alla sedicesima l'officina rimane nella west coast statunitense.
Dalla diciassettesima stagione il programma torna a essere trasmesso dall'Inghilterra, nell'officina allestita nei dintorni di Oxford.

## Episodi
Fino alla sesta stagione ogni progetto era diviso in due episodi da 30 minuti l'uno e all'inizio del secondo veniva dato un breve riassunto di quanto fatto nel primo. A partire dalla settima stagione il formato è diventato di un singolo episodio di un'ora per ogni progetto.
| Stagione                 | Episodi | Prima TV UK | Prima TV Italia |
| ------------------------ | ------- | ----------- | --------------- |
| Prima stagione           | 12      | 2003        | 2007            |
| Seconda stagione         | 12      | 2004        | 2008            |
| Terza stagione           | 12      | 2005        | 2009            |
| Quarta stagione          | 12      | 2006        | 2010            |
| Quinta stagione          | 12      | 2008        | 2010            |
| Sesta stagione           | 20      | 2009        | 2010            |
| Settima stagione         | 10      | 2010        | 2010            |
| Ottava stagione          | 10      | 2011        | 2011            |
| Nona stagione            | 15      | 2012        | 2012            |
| Decima stagione          | 12      | 2013        | 2013            |
| Undicesima stagione      | 14      | 2014        | 2014            |
| Dodicesima stagione      | 18      | 2015        | 2016            |
| Tredicesima stagione     | 16      | 2016-2017   | 2017            |
| Quattordicesima stagione | 16      | 2017-2018   | 2018-2019       |
| Quindicesima stagione    | 24      | 2018-2019   | 2018-2019       |
| Sedicesima stagione      | 14      | 2020-2021   | 2020-2021       |
| Diciassettesima stagione | 20      | 2021        | 2021-2022       |
| Diciottesima stagione    | 20      | 2023        | 2023-2024       |

## Affari a quattro ruote World Tour

### Episodi
| Stagione         | Episodi | Prima TV UK | Prima TV Italia |
| ---------------- | ------- | ----------- | --------------- |
| Prima stagione   | 6       | 2013        | 2015            |
| Seconda stagione | 6       | 2014        | 2016            |

### Prima stagione (2013)
In questa nuova serie Mike scopre usi e costumi del mercato dell'automobile in giro per il mondo. Partendo con soli 3000 $ in tasca, il suo obiettivo è realizzare un costante profitto con la compravendita di automobili in vari Paesi per accrescere gradualmente il capitale iniziale almeno fino ai 30000 $ necessari all'acquisto di una supercar.
Durante il viaggio chiede consiglio a esperti locali per scoprire i trucchi che fanno aumentare il valore delle automobili.

### Seconda stagione (2014)
Mike comincia la nuova stagione ancora con 3000 $ di capitale iniziale. il suo obiettivo è riuscire ad acquistare una supercar italiana da 40000 $. Il primo episodio negli Stati Uniti è stato trasmesso il 6 agosto 2014 dall'emittente Velocity; nel Regno Unito la serie è stata trasmessa da ottobre 2014.
Il 24 novembre 2014 Discovery Channel ha terminato la produzione della serie.

## Affari a quattro ruote: L'auto dei sogni

### Episodi
| Stagione         | Episodi | Prima TV UK | Prima TV Italia |
| ---------------- | ------- | ----------- | --------------- |
| Prima stagione   | 8       | -           | 2020            |
| Seconda stagione | 8       | -           | 2022            |